# Saint-Austremoinekerk (Issoire)

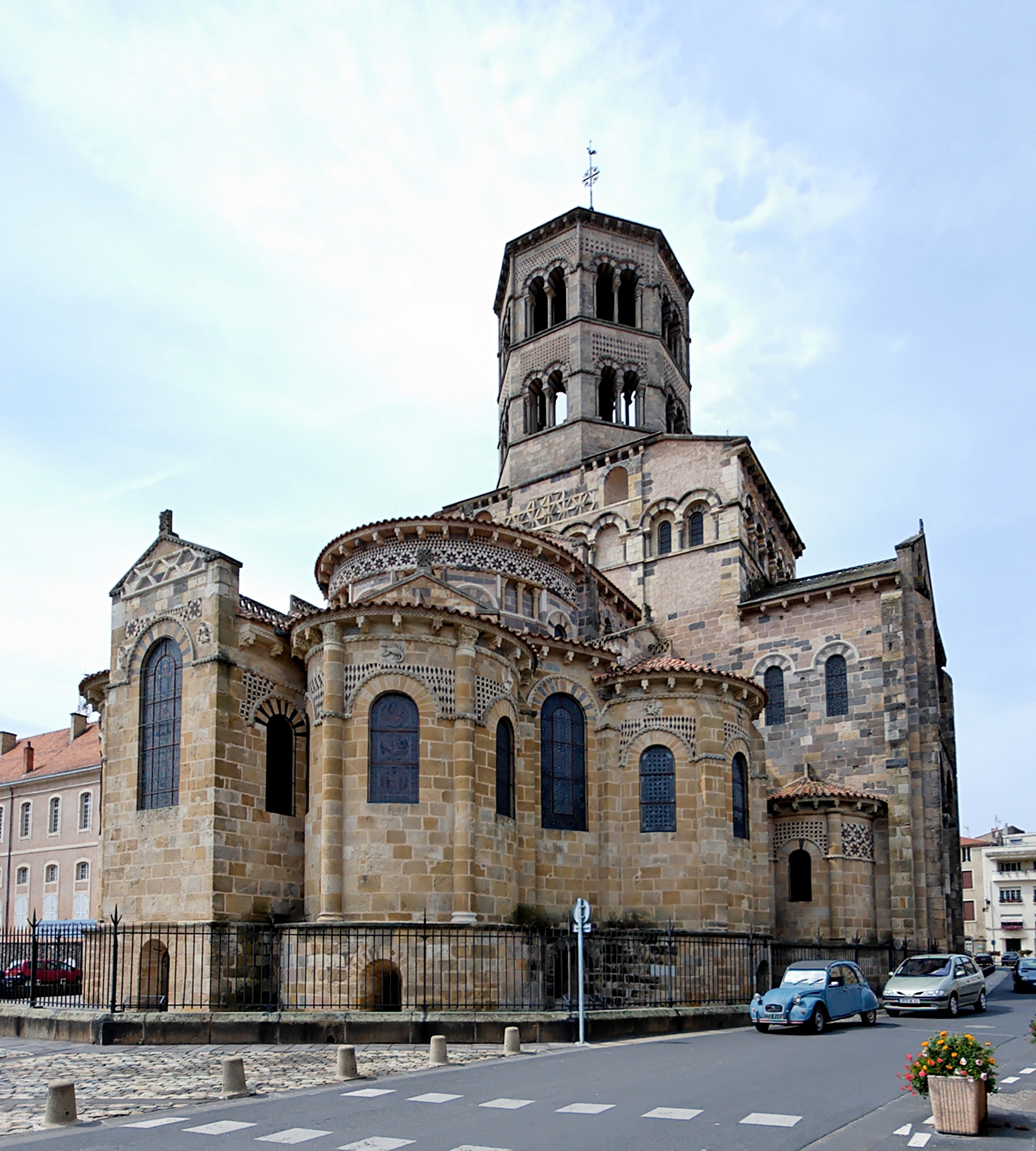
Koor en vieringtoren

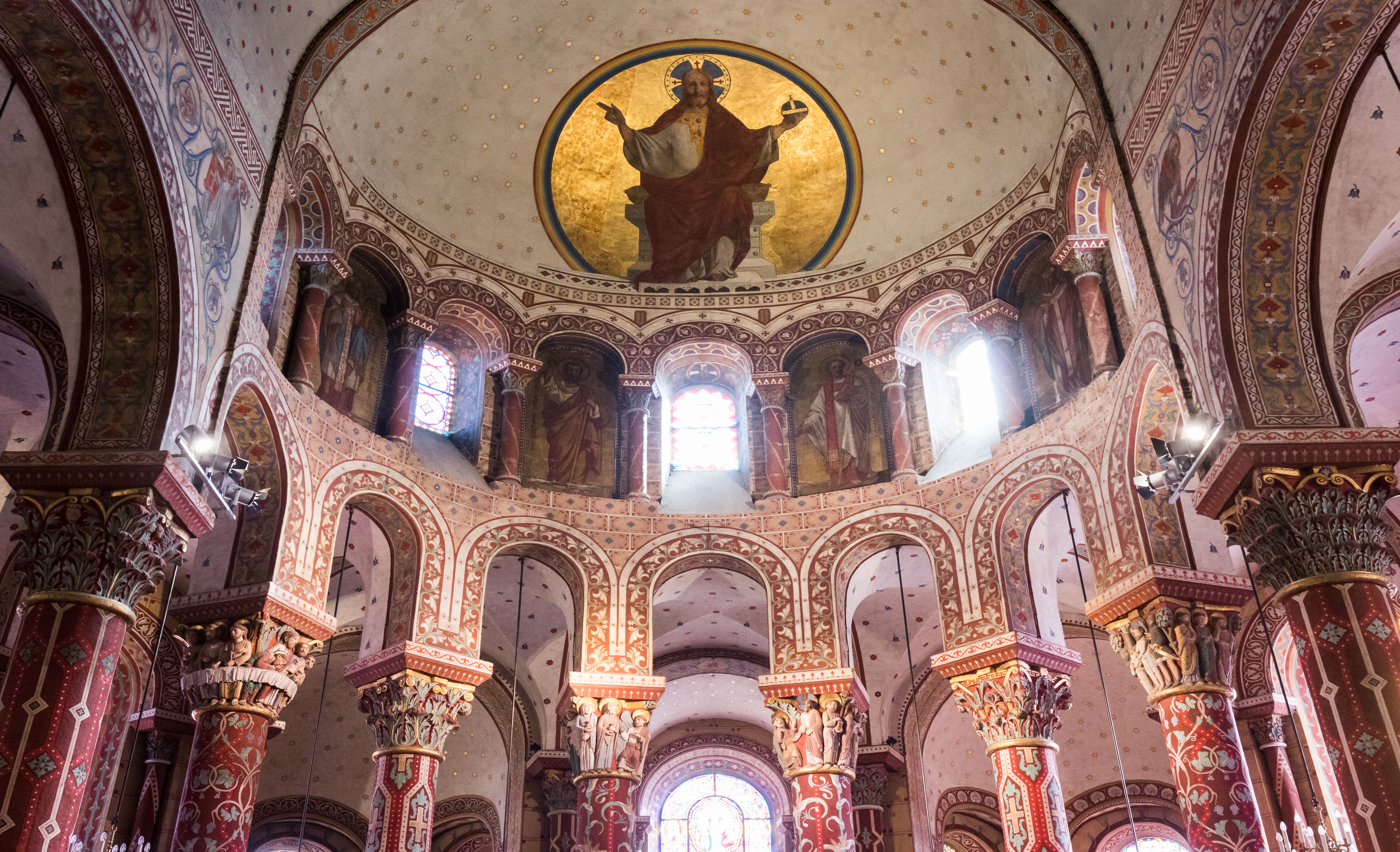
Koor aan binnenzijde

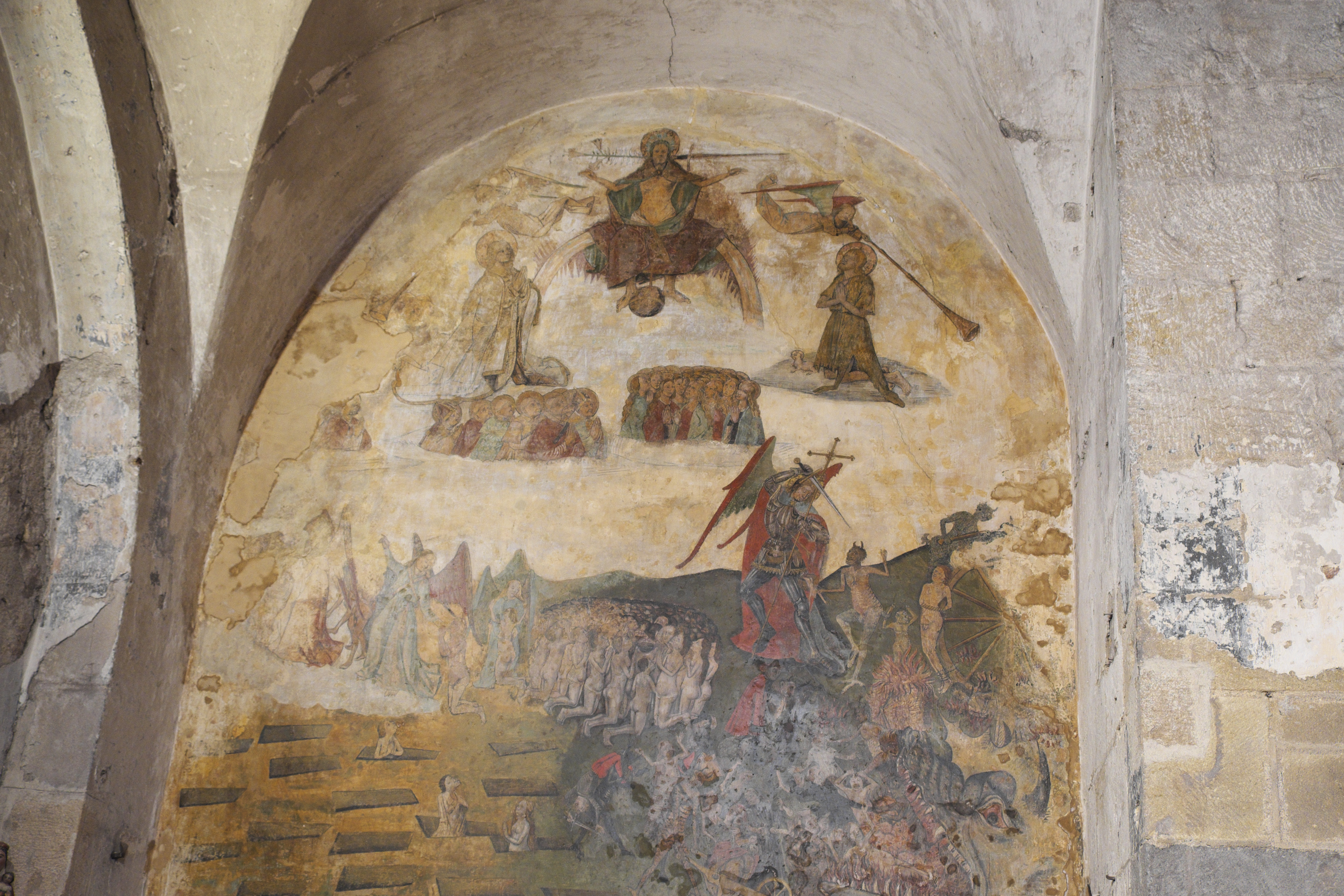
Laatste Oordeel (15e eeuw)

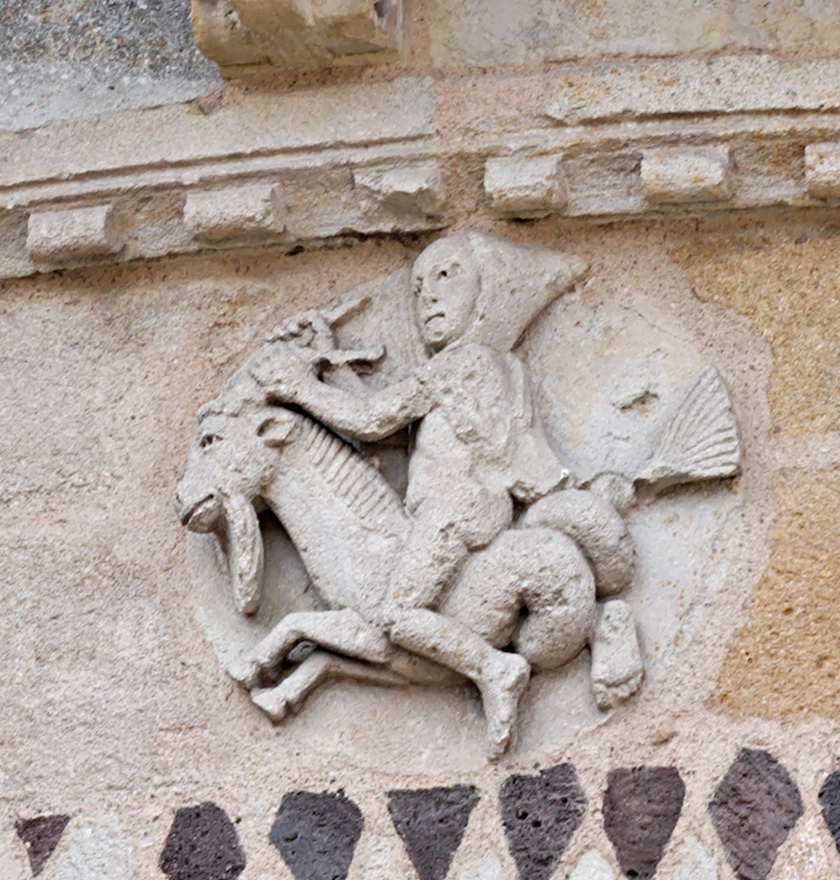
Gevelsculptuur van een steenbok

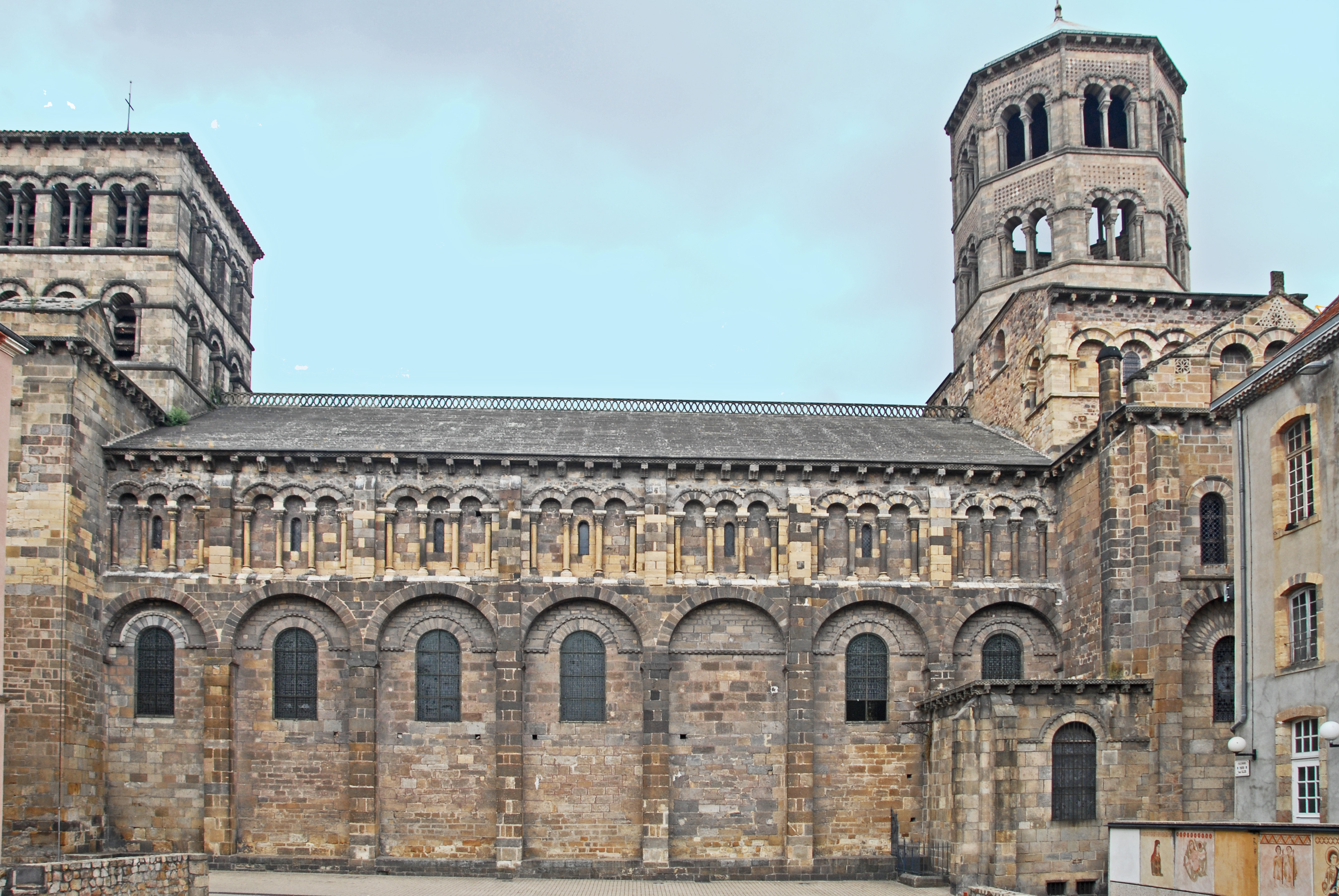
Zijaanzicht

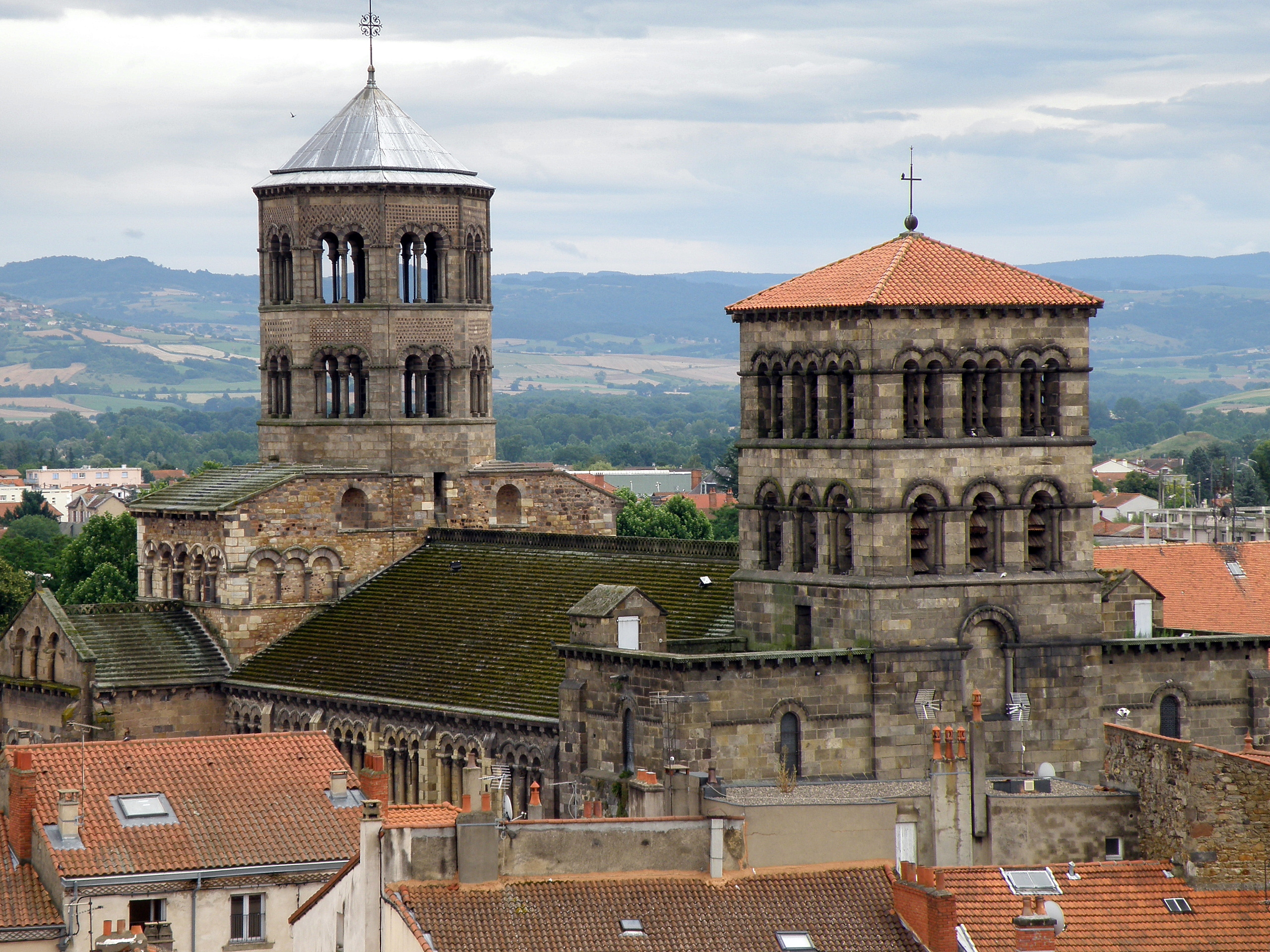
Torens en daken

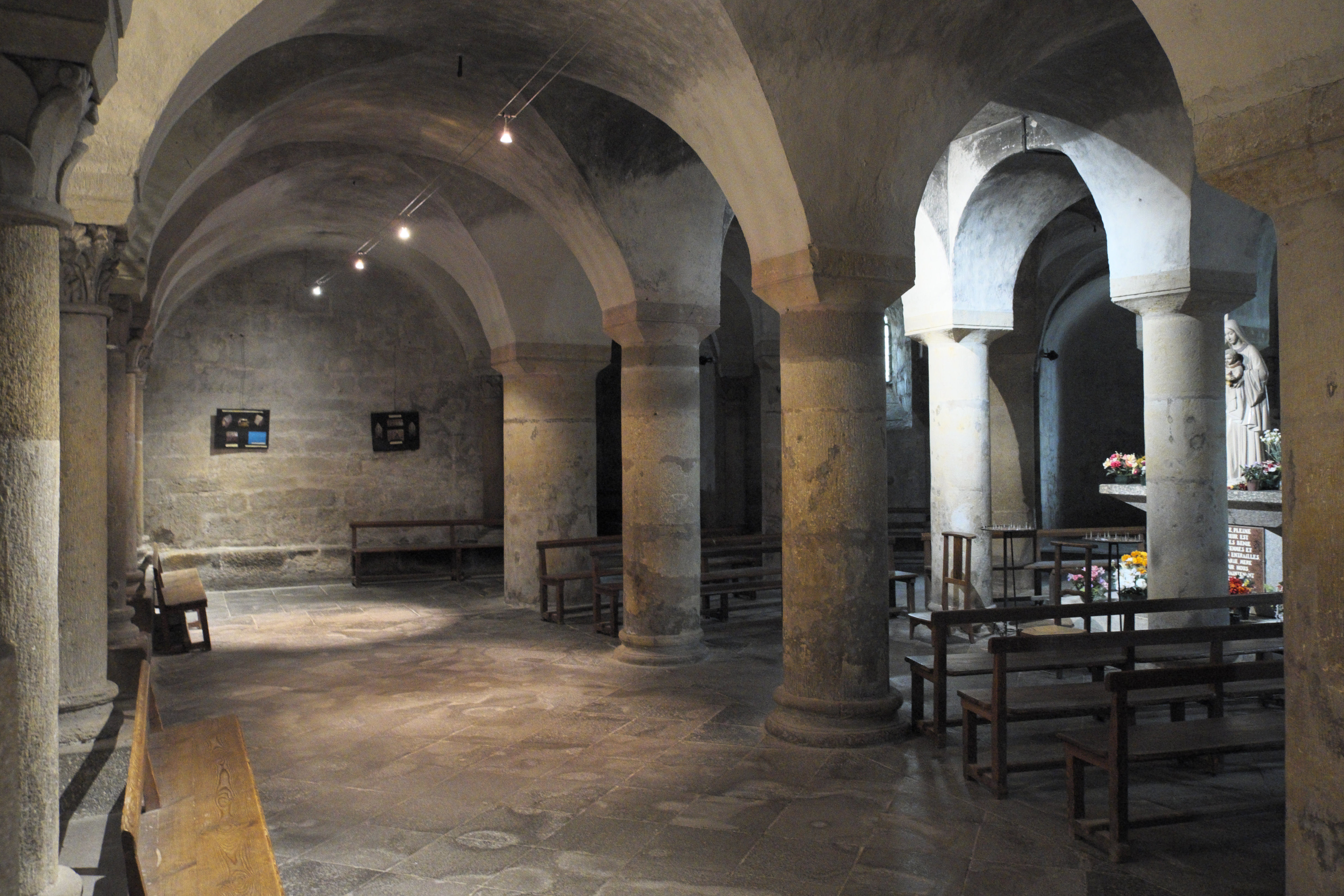
Crypte

De Église Saint-Austremoine is een rooms-katholieke kerk in de Franse stad Issoire in het departement Puy-de-Dôme. Ze wordt gerekend tot de vijf of zes voornaamste romaanse kerken van de Basse-Auvergne, een streek met een bijzonder patrimonium op dat gebied. Het gaat om een voormalige abdijkerk uit de 12e eeuw, toegewijd aan de heilige Austremonius. Ze is sinds 1840 beschermd als monument historique.

## Geschiedenis
De abdij liet een eerste schriftelijk spoor na toen ze in 927 werd begunstigd door hertog Alfred van Aquitanië. Ze zou verwoest zijn geweest door de Noormannen en in 938 heropgebouwd door benedictijnen uit Charroux. De eerste abt was Gislebert van Charroux. De abdij verwierf het hoofd van Sint-Austremonius, een lokale heilige wiens heroplevende cultus veel pelgrims aantrok. Zijn reliek bracht zoveel bedevaarders naar Issoire, dat er tegelijk nood was aan en middelen waren voor een grotere kerk. Het herbouwen ervan moet tegen 1130 hebben plaatsgevonden.
In de 15e eeuw werden kloostergebouwen verwoest, wellicht door een aardbeving. Het aantal pelgrims nam af en het aantal monniken werd beperkt tot twintig. In 1575 werd Issoire ingenomen door de hugenotenkapitein Mathieu Merle. Hij probeerde de kerk te verwoesten door een pijler te vervangen door houten stutten en deze dan in brand te steken, maar zijn opzet slaagde niet. Wel gingen vele kerkschatten teloor, alsook het cartularium, waardoor de abdijgeschiedenis slecht is overgeleverd. In 1577 stortte de vieringtoren in door een onweer. De godsdienstoorlogen bleven voor last zorgen: de crypte werd gebruikt om geschut te fabriceren en het aantal monniken was tegen 1600 teruggelopen tot zes. 
De abdij ging in 1665 nog over naar de Congregatie van Saint-Maur, maar tot een echte heropleving kwam het niet. Eind 18e eeuw maakte de Franse Revolutie een einde aan het bestaan van de abdij. De abdijkerk werd in 1791 een parochiekerk. De kloostergebouwen werden verkocht als nationaal goed en kregen diverse alternatieve bestemmingen: een kaasmarkt, een school, enz. 
In 1834 werden de architecten Aymon Mallay en Auguste Bravard belast met de restauratie. De westbouw kwam gereed in 1841 en de nieuwe klokkentoren in 1847. Omliggende bebouwing werd afgebroken om het monument optimaal tot zijn recht te laten komen. Het interieur werd in 1857-1860 integraal beschilderd door Anatole Dauvergne. Nog tot 1880 leidde de tandem Mallay-Bravard de restauratie.
In juli 2016 stichtte een dakloze man brand in de kapel van de zuidelijke dwarsbeuk. Daarop volgde een restauratie die drie jaar duurde en drie miljoen euro kostte.

## Architectuur
Behalve een paar traveeën van de kapittelzaal, is van de abdij alleen de kerk bewaard. De kloostergebouwen lagen ten zuiden ervan rond een trapezoïdaal binnenplein, waarvan de vorm nog herkenbaar is.
De kerk is gebouwd uit arkosesteen in diverse tinten, zoals oker en roze. De steenhouwers lieten er talloze merktekens op achter. Het grondplan heeft de vorm van een Latijns kruis. Uit de dwarsbeuk rijst een massif barlong op, waarop een achthoekige vieringtoren is geplaatst.
De westbouw bestaat uit een narthex en een centrale klokkentoren, die in de 19e eeuw in de plaats is gekomen van de twee romaanse hoektorens. Een kapel in de narthex bevat muurschilderingen van het Laatste Oordeel.
Het schip wordt gekenmerkt door een tongewelf en een triforium. In het verlengde ervan ligt het koor, gebouwd op een halfverzonken crypte. Ten behoeve van de pelgrims is een kooromgang met vijf straalkapellen ingericht: vier halfronde en de middenste rechthoekig. Tegen de oostelijke gevels van de dwarsbeuk zijn verder twee absidiolen aangebouwd.

## Decoratie
Aan de buitenzijde is de kerk gedecoreerd met polychroom mozaïekwerk (opus sectile). Ook zijn er gevelsculpturen met de tekens van de dierenriem: niet-religieuze antieke kennis werd op die manier geïntegreerd in een encyclopedisch programma.
Binnen valt op dat het interieur haast volledig beschilderd is in een okerrode grondtoon. Het gaat om een 19e-eeuwse restauratie van de schilder Anatole Dauvergne, die bekritiseerd werd als onvoldoende authentiek. Niettemin vormt het een bijzonder geheel. 
Op sculpuraal vlak is een van de voornaamste elementen de romaanse kapitelen met bladmotieven. Hier en daar zijn figuurtjes afgebeeld, waaronder centauren, griffioenen en schapendragers. Veel aandacht trekken de acht kapitelen in het koor, vanwege de vier kapitelen met verhalende motieven:
- Laatste Avondmaal: De figuren bevinden zich achter een wit tafelkleed. Christus legt een hand op de slapende Johannes. Judas is te herkennen als de apostel zonder aureool.
- Geseling van Christus en Kruisdraging
- Vrouwen bij het lege graf en slapende soldaten
- Verschijningen van de verrezen Christus

Op één na gaat het om zwaar gerestaureerde sculpturen die niet meer als echt romaans te kwalificeren zijn.

## Laatste Oordeel
De muurschildering van het Laatste Oordeel is gemaakt door een anonieme meester ca. 1450-1470. Ze toont hoe de doden opstaan uit hun graven en door Christus worden geoordeeld. De aartsengel Michaël weegt de zielen, daarbij gehinderd door een duivel die de balans wil doen doorslaan in het voordeel van de hel. De vervloekten worden naar de hel gedreven, gesymboliseerd door het monster Leviathan. Op een rad ondergaan sommigen hun straf. In de hemel zitten de uitverkorenen, die groter zijn afgebeeld dan de andere mensen. Een kring knielenden wordt geïnterpreteerd als het vagevuur, waaruit zielen hemelwaarts opstijgen onder begeleiding van engelen.

## Voetnoten
1. ↑  Bernadette Fizellier-Sauget en Jean-Michel Sauget, "Issoire (Puy-de-Dôme). Ancienne Abbaye Saint-Austremoine" in: Archéologie médiévale, vol. 15, 1985, p. 240-241
2. ↑  Jacques Bourdin, Issoire. Une petite ville, des hommes et des femmes, 1680-1830, Presses Universitaires Blaise Pascal, 1999, p. 175
3. ↑  Jacques Bourdin, Issoire. Une petite ville, des hommes et des femmes, 1680-1830, Presses Universitaires Blaise Pascal, 1999, p. 180
4. ↑  Saint-Austremoine d'Issoire: l'une des « cinq majeures » d'Auvergne, Archives départementales du Puy-de-Dôme (bezocht 20 juni 2025)
5. ↑  Puy-de-Dôme: l'Abbatiale Saint-Austremoine retrouve son lustre d'antan à Issoire, France Bleu, 13 december 2019
6. ↑  Marie-Laure Bertonlino, "La restauration des sculptures romanes au XIXe siècle en Auvergne" in: Restaurer au XIXe siècle, eds. Bruno Phalip e.a., 2022, p. 41-55. DOI:10.4000/13i2w
7. ↑  Anca Bratu, "Fin des temps et temps du Purgatoire dans quelques Jugements Derniers de la fin du Moyen Age" in: Fin des temps et temps de la fin dans l’univers médiéval, 1993, p. 67-92. DOI:10.4000/books.pup.3603

- Bibliothèque nationale de France: cb122545245 (data)
- Gemeinsame Normdatei: 7654198-8